# Ingwaz

Ingwaz
Stilistische Variante
Variante des angelsächsischen Futhorc (Ing)

Ingwaz (ᛜ) ist die zweiundzwanzigste Rune des älteren Futhark mit dem Lautwert ŋ und fehlt im altnordischen Runenalphabet.
Der rekonstruierte urgermanische Name bedeutet „Yngvi“. Die Rune erscheint in den Runengedichten als altenglisch Ing bzw. gotisch enguz.

## Zeichenkodierung
| Unicode Codepoint | U+16DC              | U+16DD           |
| Unicode-Name      | RUNIC LETTER INGWAZ | RUNIC LETTER ING |
| HTML              | &#5852;             | &#5853;          |
| Zeichen           | ᛜ                   | ᛝ                |